# Braulio Vázquez Benítez
Braulio Vázquez Benítez (Pontevedra, 14 de març de 1972) és un exfutbolista i entrenador gallec. Com a jugador, ocupava la posició de davanter.

## Trajectòria esportiva
Es va formar a les categories inferiors del Deportivo de La Corunya, però tan sols hi jugaria dos partits amb el primer equip, a la campanya 95/96.
La seua campanya més destacada va ser la 98/99, a les files del CP Mérida, amb 38 partits i 6 gols. Però va ser en Segona B i inferiors on més va aparèixer el davanter gallec, militant en equips com Zamora CF, Novelda CF, CE Castelló, Alacant CF, CD Lugo o Bergantiños.
Després de penjar les botes, va dirigir el Soneira i el Laracha, de les territorials gallegues. L'agost del 2008 va recalar al València CF com un dels diversos secretaris tècnics del club valencià.